# Linea 6 (metropolitana di Valencia)
La linea 6 della metropolitana di Valencia (Metrovalencia) è una linea tranviaria della città di Valencia che collega i quartieri di Torrefiel e Els Orriols con i Poblados Marítimos.
È stato inaugurata il 27 settembre 2007, ha una lunghezza di 10.067 km e va dalla stazione di Tossal del Rei a Marítim (condividendo la tratta con la linea 4 da Pont de Fusta a Doctor Lluch).

## Storia
Il 22 settembre del 2007 è stato inaugurato il primo tratto della linea tra Tossal del Rei e Marítim Serrería, passando per il percorso che collega le stazioni di Doctor Lluch e Primat Reig (già utilizzato dalla linea 4).
In futuro, la linea sarà una linea tramviaria circolare (definita Tramvia Orbital). Oltre a questo progetto, la linea avrà anche la corrispondenza con la futura linea 2 tra le stazioni di Alfauir e Sant Miquel dels Reis.

## Percorso
La linea inizia il suo percorso in via Conde de Lumiares, da dove si dirige a nord verso Avenida de los Hermanos Machado e si ferma lì. Prosegue fino all'incrocio con via San Vicente de Paul e fare due fermate. Corre lungo Duque de Mandas, Alfauir (1 stazione), Cofrentes (1 stazione) e Vicente Zaragozá (2 stazioni), condividendo il percorso con la linea 4. Arriva al Politecnico e continua lungo l'Avenida de los Naranjos nella sua interezza, facendo 5 fermate lì. Attraversa il quartiere di El Cabanyal (5 stazioni) fino a congiungersi alla linea 8 in Plaza de la Armada Española (1 stazione). Continua lungo via Francesc Cubells (1 stazione) e termina a Marítim, dove ha un collegamento con le linee 5 e 7.